# Елмина
Елмина (енгл. Elmina) је град у Гани, администативно средиште региона Коменда/Емина/Егуафо/Абирем. Град се налази на обали Гвинејског залива, а у њему живи око 33 хиљаде становника. Основали су га Португалци 1482. године изградњом колонијалног утврђења. Елмина је први европски град у Западној Африци. Познат је по дворцу Елмина. У прошлости је био седиште португалске и холандске колоније Златна обала.